# 约翰·奥克斯利

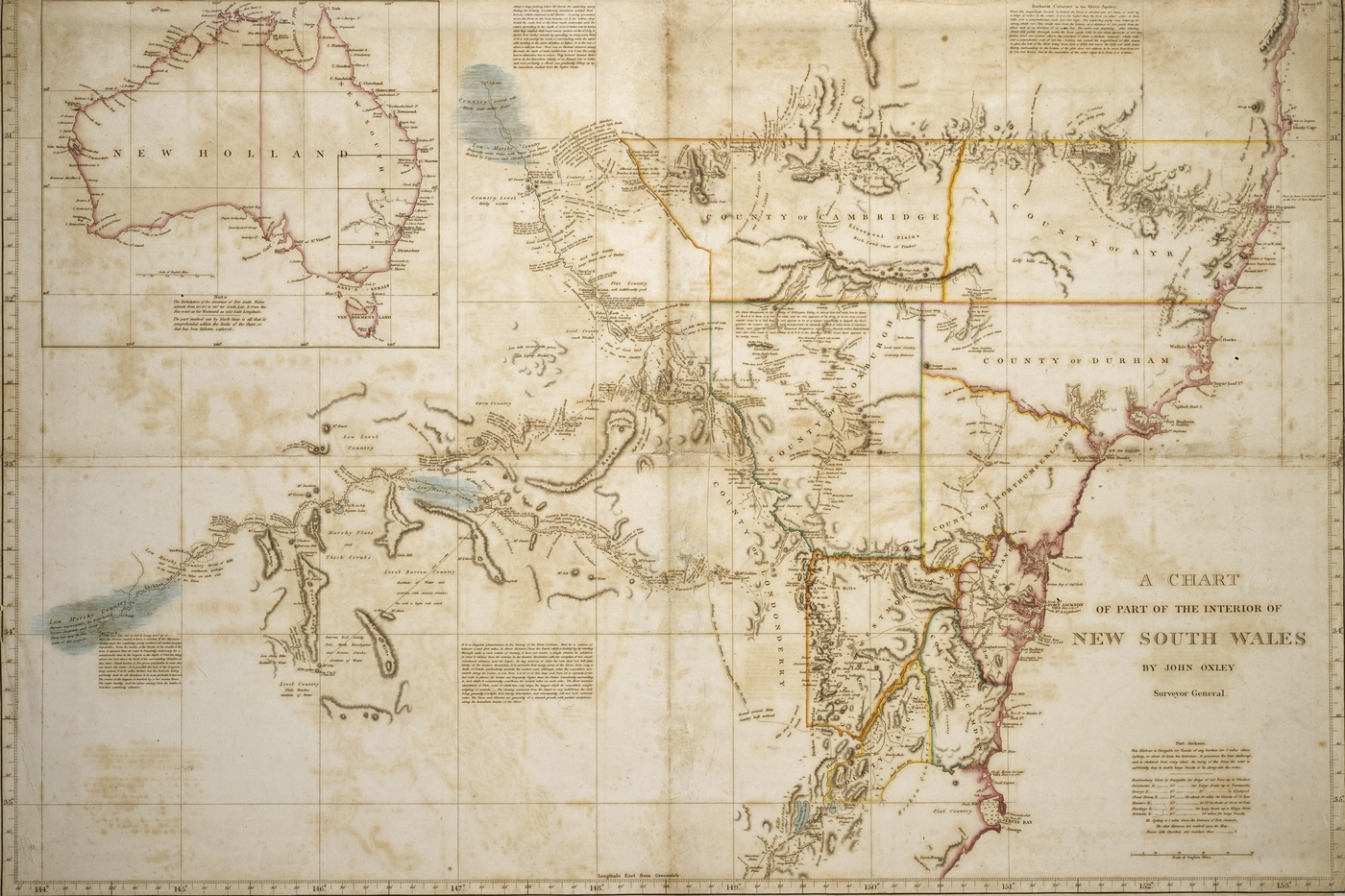
1822年奥克斯利绘制的新南威尔士内陆图

约翰·约瑟夫·威廉·莫尔斯沃思·奥克斯利（英語：John Joseph William Molesworth Oxley，1784年—1828年5月25日）是一名英格兰探险家，曾担任新南威尔士总测绘师（Surveyor General of New South Wales），因探索新南威尔士知名。

## 生平
他出生于英格兰约克郡柯卡姆修道院（Kirkham Abbey），在布尔默受洗。1799年，他登上英国皇家海军的庄严号（Venerable）成为海军军官候补生。1802年10月，他作为水牛号（Buffalo）的大副前往澳大利亚，执行测绘任务。之后多次往返英澳。

## 扩展阅读
- Johnson, Richard, The Search for the Inland Sea: John Oxley, Explorer, 1783–1828, Melbourne University Press, 2001.
- Whitehead, John; Cains, Fay, (author.), , Coonabarabran, New South Wales John Whitehead, 2003, ISBN 978-0-9757163-7-3